# Johann Köler

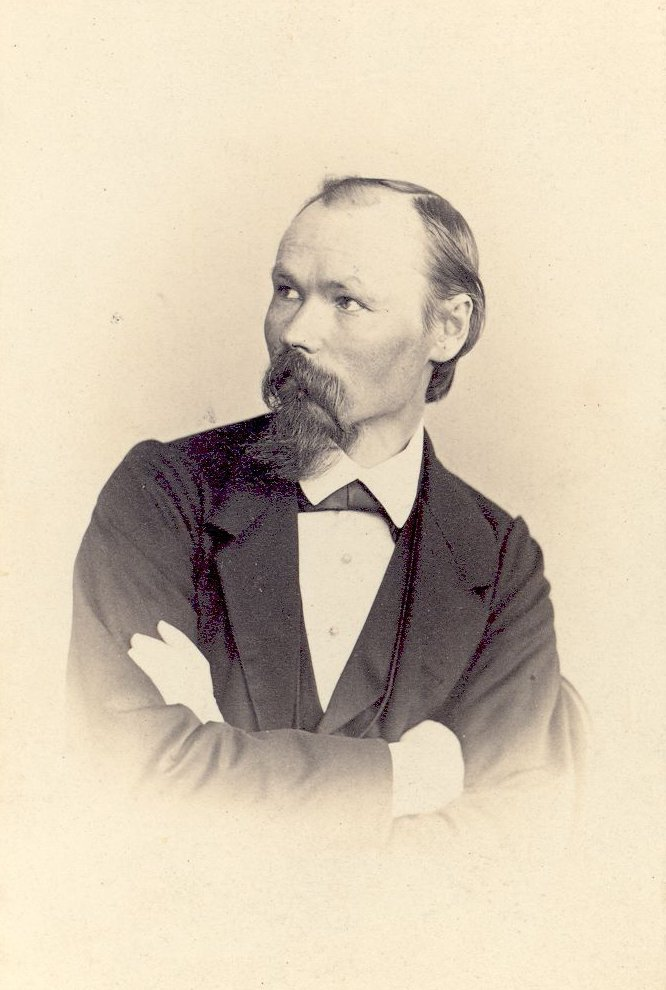
Johann Köler

Johann Köler (Vastemõisa, tegenwoordig gemeente Põhja-Sakala, 8 maart 1826 - Sint-Petersburg, 22 april 1899) was een Estisch kunstschilder. Hij wordt gerekend tot de stroming van de romantiek.

## Leven en werk
Köler stamde uit een boerenfamilie. In 1846 trok hij als bord- en plakkaatschilder naar Sint-Petersburg, waar hij van 1848 tot 1855 studeerde aan de kunstacademie. Van 1857 tot 1862 reisde hij door Europa en verbleef onder andere in Berlijn, Parijs en Rome, en bezocht ook België en Nederland. In 1862 keerd hij terug naar Sint-Petersburg. Daar werd hij leraar van Maria Aleksandrovna van Rusland. Vanaf 1869 ging hij er ook doceren aan de kunstacademie. Ondertussen bleef hij regelmatig naar het westen reizen.
In zijn latere leven zette Köler zich actief in voor de Estische nationale gedachte. Hij overleed in 1899, 73 jaar oud.
Köler geldt als de eerste professionele kunstschilder uit Estland en wordt gerekend tot de romantische school. Hij schilderde vooral landschappen en portretten. Veel van zijn werken zijn te zien in het Eesti Kunstimuuseum te Talinn.

## Galerij

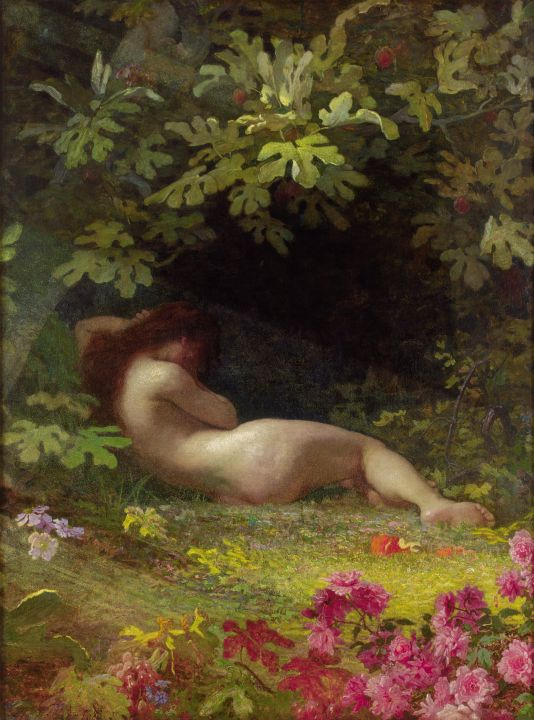
De avond na de zonde (1883)
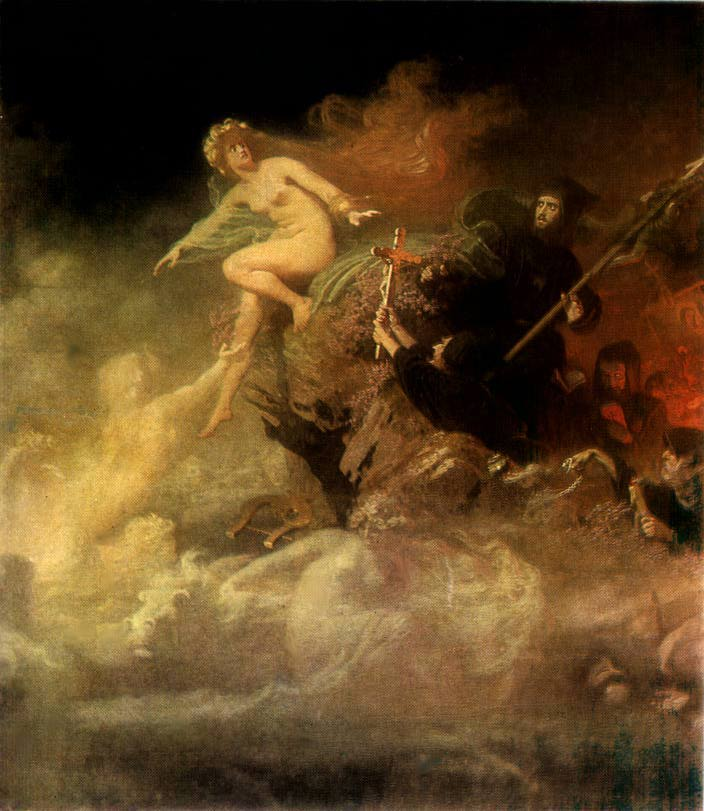
Lorelei en de monniken
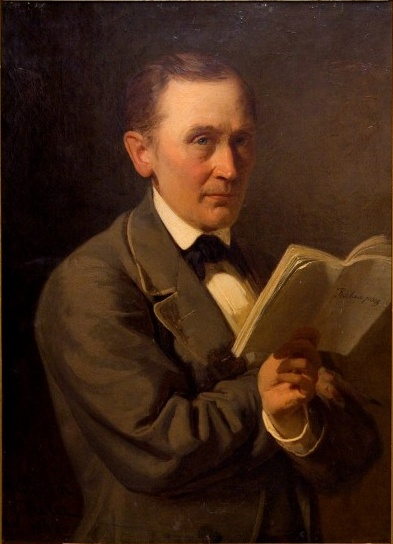
Portret van Friedrich Reinhold Kreutzwald
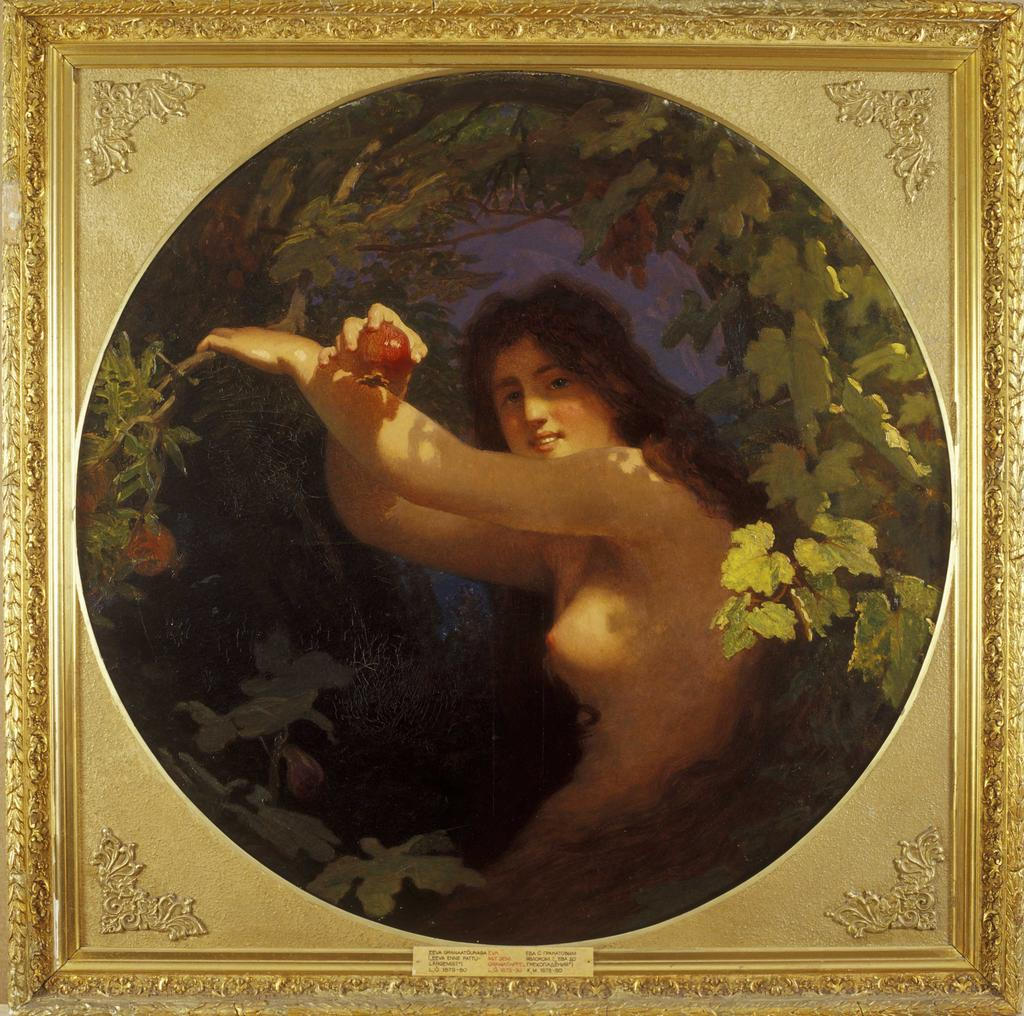
Eva met de granaatappel
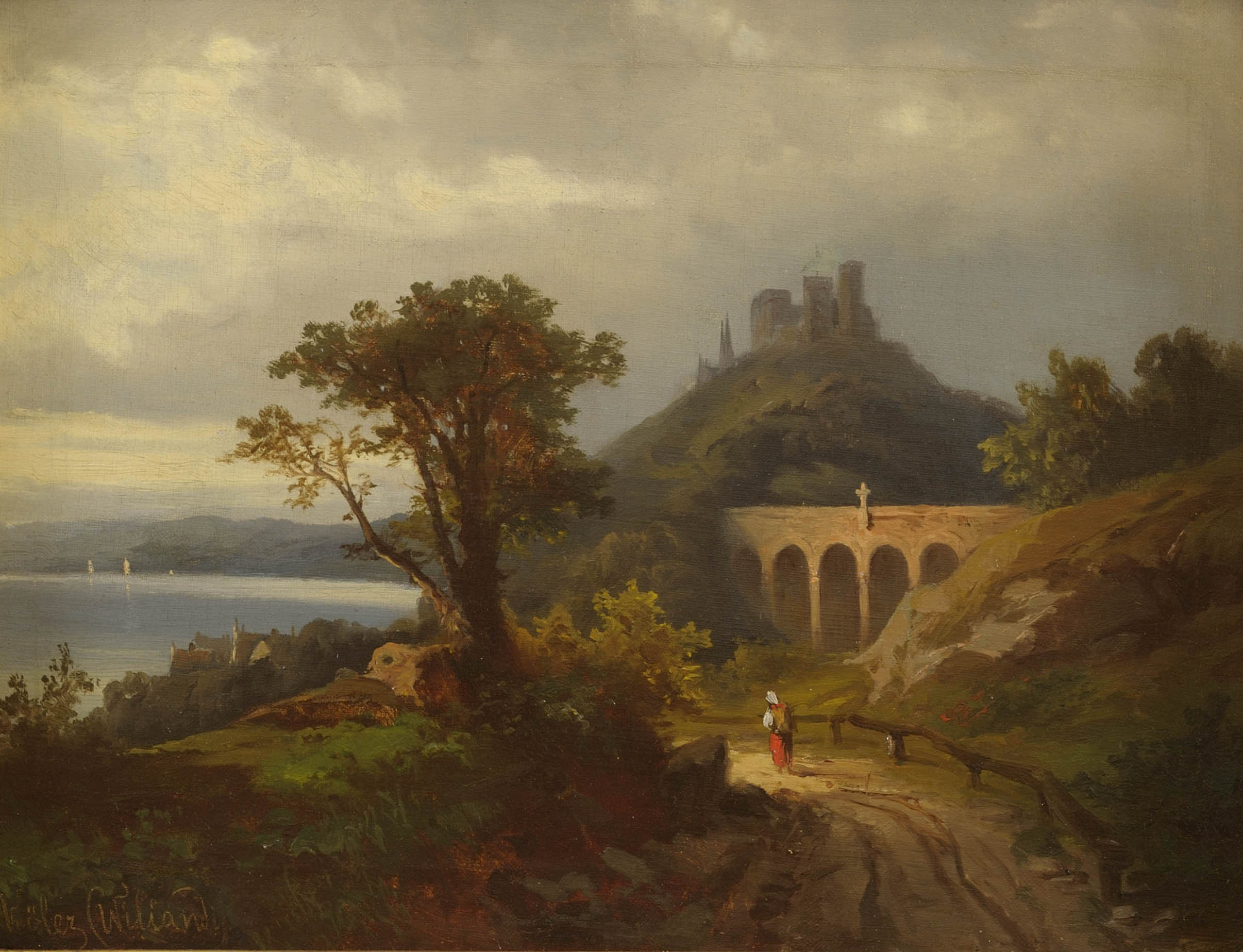
Italiaans landschap